# Umebajasi Sigeru
Umebajasi Sigeru (japánul: 梅林茂; Kitakjúsú, 1951. február 19. –) japán zeneszerző, filmzenéiről ismert. Ő írta többek között A repülő tőrök klánja, a Félelem nélkül, a True Legend, az Aranyvirág átka, a Hannibal ébredése és a 2046 című filmek zenéit.

## Élete és pályafutása
17 évesen kezdett el érdeklődni a zene iránt, egy középiskolás rockegyüttesben kezdett el basszusgitározni. Leginkább a The Beatles volt rá nagy hatással. Az 1980-as években az EX nevű rockegyüttes frontembere volt, Eric Clapton japán turnéján előzenekarként léptek fel. 1989-ben ismerkedett meg Macuda Juszaku színésszel, az ő hatására kezdett el filmzenét komponálni.

## Munkái
1984
- Icuka Darekaga Koroszareru

1985
- Tomojo Sizukani Nemure
- Szorekara

1986
- Szorobanzuku
- Sinsi Domei

1987
- Kjohu no Jaccsan

1988
- Getting Blue in Color

1990
- Hong Kong Paradise
- Tekken

1991
- Jumedzsi
- Ote
- Goaiszacu

1992
- Arihureta Ai ni Kanszuru Csosza
- Bjoin he Iko 2 Jamai ha Kikara
- Nemuranai Macsi Sindzsuku Zame

1994
- Izakaja Jurei

1995
- Zero Woman
- Boxer Joe
- Kitanai Jacu
- Hasirana Akan Joake Made
- The Christ of Nanjing

1996
- Sin Gokudo Kisa
- Izakaja Jurei 2

1997
- Icsigo Domei
- Iszana no Umi
- Vatasitacsi ga Szukidatta Koto
- G4 Option Zero

1998
- Fujadzso
- Belle Epoch

2000
- 2000 AD
- Sódzso
- Szerelemre hangolva

2001
- Midnight Fly
- Hikari no Ame
- Onmjodzsi

2003
- Onmjodzsi II
- Floating Land Scape

2004
- A repülő tőrök klánja
- 2046
- Hibi

2006
- Félelem nélkül
- Daisy
- Aranyvirág átka

2007
- Hannibal ébredése

2008
- The Real Shaolin

2009
- Murderer
- A Single Man

2010
- True Legend